# 吴氏宅第
32°23′44″N 119°26′48″E / 32.39556°N 119.44667°E
吴氏宅第位于中国江苏省扬州市广陵区泰州路45号，是清末宁绍台道吴引孙仿宁波道台衙门建造的宅第，2006年被列为第六批全国重点文物保护单位。
吴氏先祖为盐商，原籍安徽歙县，乾隆年间迁至扬州，并改籍仪征。吴引孙（1848～1917），历任宁绍道台、甘肃布政使、浙江布政使等职。其弟吴筠孙（1858～1914）历任河南知府、常澧道台、荆宜道台等职。吴筠孙的孙辈中出了吴征铸、吴征鉴、吴征铠、吴征镒等人才。
吴氏宅第始建于光绪十四年（1888年）。抗日战争期间，花园被日军占用。宅第后曾改作省立医院，中华人民共和国成立后改为苏北人民医院，1952年改作扬州市第一人民医院。吴氏宅第包括住宅、花园（芜园）、祠堂三部分组成，芜园和祠堂现已不存。住宅部分占地面积5000平方米，建筑面积2700平方米，以火巷为界分为东西两块。东部住宅有两条轴线，东轴线上有门房、西式楼、观音堂、测海楼等建筑，西轴线上有二门厅、轿厅、爱日轩等建筑。测海楼仿宁波天一阁，曾藏书二十万卷。西部住宅有三条轴线，东轴线上有对厅、滋德堂等，中轴线上仅存一进，西轴线已完全毁坏。